# Чоловіки, які рятують світ
«Чоловіки, які рятують світ» (малай. Lelaki harapan dunia) — малайзійський комедійний фільм, знятий Сенг Тат Лью. Світова прем'єра стрічки відбулась 11 серпня 2014 року на Локарнському міжнародному кінофестивалю. Фільм був висунутий Малайзією на премію «Оскар-2016» у номінації «найкращий фільм іноземною мовою».

## У ролях
- Ван Ганафі Су — Пак Аванг
- Соффі Хікан — Ван
- Джамал Ахмед — Мат Какамата
- Харун Салім Бачік — Мегат

## Визнання
| Нагороди та номінації фільму «Чоловіки, які рятують світ» | Нагороди та номінації фільму «Чоловіки, які рятують світ» | Нагороди та номінації фільму «Чоловіки, які рятують світ» | Нагороди та номінації фільму «Чоловіки, які рятують світ» | Нагороди та номінації фільму «Чоловіки, які рятують світ» | Нагороди та номінації фільму «Чоловіки, які рятують світ» |
| Рік                                                       | Нагорода                                                  | Категорія                                                 | Номінант                                                  | Результат                                                 |                                                           |
| --------------------------------------------------------- | --------------------------------------------------------- | --------------------------------------------------------- | --------------------------------------------------------- | --------------------------------------------------------- | --------------------------------------------------------- |
| 2014                                                      | Сінгапурський міжнародний кінофестиваль                   | Найкращий азійський фільм                                 | «Чоловіки, які рятують світ»                              | Номінація                                                 |                                                           |
| 2014                                                      | Міжнародний кінофестиваль в Локарно                       | Найкращий фільм                                           | «Чоловіки, які рятують світ»                              | Номінація                                                 |                                                           |
| 2014                                                      | Гонконзький міжнародний кінофестиваль                     | Приз ФІПРЕССІ                                             | Режіна Казе                                               | Номінація                                                 |                                                           |